# 鼎興營區

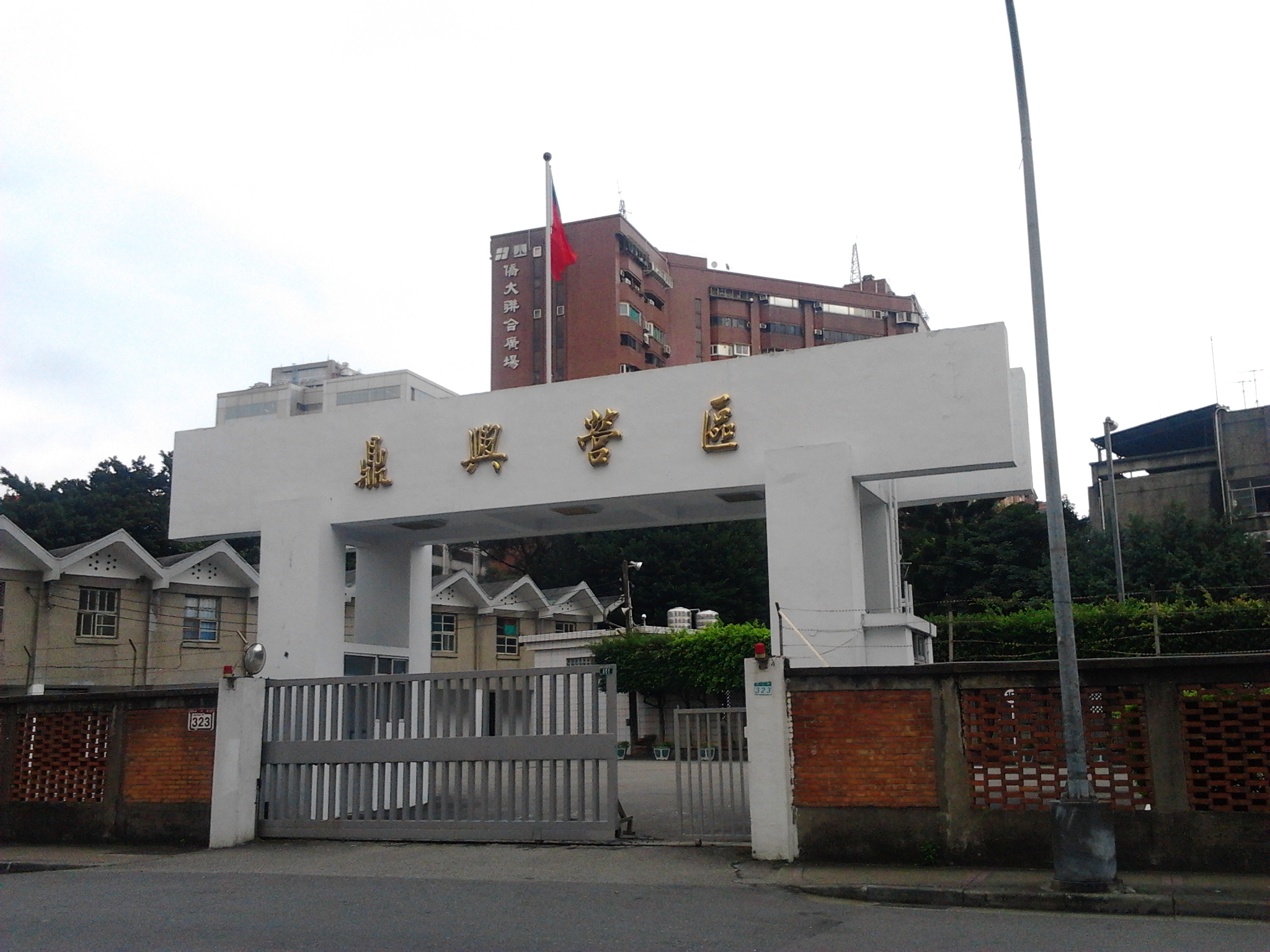
鼎興營區

鼎興營區是位於臺灣臺北市中山區的一座原中華民國憲兵軍營。

## 都市更新
鼎興營區位在台北市民權東路三段，靠近松山機場和中山高速公路(國道一號)，正門位於龍江路。早期該區以田地和眷村為主；隨著台北都會區的發展，便捷的交通區位使得此區地價大幅抬升，此塊在台北市內已鮮見的大面積國有地，由於在開發後將具有龐大利益，因此都市更新的呼聲也越來越高。

## 政府辦理之源起
2009年1月，行政院經濟建設委員會依照先前內政部提報之「都市更新推動計畫」，請內政部主動勘選適合地區，運用「中央都市更新基金」辦裡；內政部即選定此一土地作為政府推動都市更新示範案例，同年9月行政院核定後由內政部營建署主導都市更新開發。

## 法源根據
內政部將其列入愛台12建設總體計畫、「都市更新推動計畫(民國98~101年) 」所列20處優先推定計畫之一，因此可適用《都市更新條例》辦理。

## 計畫範圍
民權東路三段、龍江路、錦州街等一帶，計畫面積約3.2公頃。

## 瓶頸及現況
- 週遭畸零地過多（且都更案中私有土地占60%、建物占100%），整併過程難度較高，許多住戶甚至在都更後因持有面積比例過低無法得到以屋易屋補償，在政府只得以現金收購的情況下，許多住戶不願搬遷，若僅開發純營區部分，又將失去都更的意義。
- 本都更案面積較大，目前配合精華區國有地暫不釋出政策以避免拉抬房價，因此都更案暫緩，先以整併周遭地區私有地為主[1]。
- 2010年2月內政部擬定的計畫書中提到，有急迫需求的優先更新單元是占都更案中三分之一的營區土地，當中公有地占90%，其餘建築物以維護整建為原則。
- 2024年財團法人威權統治時期國家不法行為被害者權利回復基金會決議將閒置的「鼎興營區」土地返還給受難者家屬。「鼎興營區」為軍方當年沒收前台灣省商會聯合會理事長黃添樑黃添樑的土地。

## 影響道路
鄰近社區中，除龍江路295巷作為都更道路已經開通以外，龍江路305巷、龍江路317巷及復興北路402巷因被營區土地擋住而成為死巷，龍江路323巷目前仍為計畫道路。

## 居民觀點
- 2009年8月，因有關都更未納入畸零地，建築線的限制將阻礙後續發展，導致居民抗議[2]。

## 鄰近設施
- 榮星花園公園
- 松山機場
- 臺北市第一殯儀館
- 行天宮
- 捷運中山國中站
- 國立台北大學
- 五常國小
- 五常國中
- 中山國中

## 外部連結
- 建商廣告-台北市中山區鼎興營區再發展計畫[永久]